# NGC 3072
NGC 3072 је лентикуларна галаксија у сазвежђу Хидра која се налази на NGC листи објеката дубоког неба.
Деклинација објекта је - 19° 21' 17" а ректасцензија 9h 57m 23,9s. Привидна величина (магнитуда) објекта NGC 3072 износи 12,8 а фотографска магнитуда 13,7. NGC 3072 је још познат и под ознакама ESO 566-33, MCG -3-26-1, PGC 28749.